# Reserva General del Ejército
La Reserva General del Ejército es una unidad militar del Ejército Nacional Uruguayo creada en 1941 y constituida por medios dependientes directamente del Comando General del Ejército; agrupados bajo un comando único, subordinado al Comandante en Jefe del Ejército. La misma conjuga la función militar con la social, a través del apoyo al sistema educativo, de salud, organizaciones sociales, entre otros.
Está integrada por 172 oficiales y 1.446 soldados (2002). La componen el Comando General y cinco unidades: Batallón de Infantería Paracaidista Nº 14, Regimiento “Blandengues de Artigas” de Caballería Nº 1, Artillería de Ejército, Brigada de Ingenieros Nº 1 y la Brigada de Comunicaciones Nº, 1 poseyendo diversas especialidades en distintos ámbitos, como infantería paracaidista, operaciones especiales y contraterrorismo, caballería escolta y protocolar del presidente de la República, artillería de largo alcance y comunicaciones militares, dentro y fuera de fronteras en misiones de paz, entre otras.